# 57-celdas
| 57-cell           | 57-cell                      |
| ----------------- | ---------------------------- |
| Tipo              | 4-politopo regular abstracto |
| Celdas            | 57 hemidodecaedros           |
| Caras             | 171 {5}                      |
| Aristas           | 171                          |
| Vértices          | 57                           |
| Figura de vértice | Hemicosaedro                 |
| Tipo de Schläfli  | {5,3,5}                      |
| Grupo de simetría | Orden 3420 L2(19) abstracto  |
| Dual              | Autodual                     |
| Propiedades       | Regular                      |

En matemáticas, un 57 celdas (o pentacontacaiheptacorón) es un 4-politopo regular abstracto autodual (un tipo de polícoro, es decir, de politopo en cuatro dimensiones). Sus 57 celdas son hemidodecaedros, y posee 57 vértices, 171 aristas y 171 caras bidimensionales.
Su orden de simetría es 3420, como resultado del producto del número de celdas (57) y la simetría de cada celda (60). Su estructura de simetría es la del grupo abstracto lineal proyectivo especial L2(19).
Tiene tipo de Schläfli  {5,3,5}, con 5 celdas hemidodecaédricas alrededor de cada arista. Fue descubierto por Coxeter, 1982.

## Grafo de Perkel

Grafos de Perkel con simetría de 19 lóbulos

Los vértices y las aristas forman un grafo de Perkel, el único grafo de distancia regular con matriz de intersección {6,5,2;1,1,3}, descubierto por Perkel, 1979.